# Bimini
Bimini is een eilandengroep die deel uitmaakt van de Bahama's. Deze liggen zo'n 80 km ten oosten van Miami Beach.
Ook het 100 km zuidelijker gelegen eiland Cay Sal hoort bij het district Bimini.
Op het noordelijke eiland ligt het stadje Alice Town. De gebouwen hiervan liggen allemaal langs één straat.
Tijdens de Amerikaanse drooglegging werd de eilandengroep gebruikt als doorvoerhaven van illegale drank.

## Naamgeving
In het Taíno, dat gesproken werd door de Indianen in de Caraïben, betekent Bimini zoiets als Moeder van het water.

## Bimini Road
In 1968 werd onder water voor de kust van Noord-Bimini een rotsformatie ontdekt. Deze kalksteenrotsen, die min of meer vierkant zijn, vormen een patroon van rechte lijnen. Algemeen wordt aangenomen dat dit een natuurlijk geologisch verschijnsel is, bekend als 'beachrock' of 'grès de plage'. Het is onwaarschijnlijk dat deze een overblijfsel zijn van een verloren beschaving.

## Healing Hole
In de mangrovebossen op Noord-Bimini is een geneeskrachtige bron te vinden. Bij vloed komt hier koud mineraalwater naar boven.
In 1513 ging de Spaanse conquistador Juan Ponce de León op zoek naar de Fontein van de Eeuwige Jeugd. Hij had gehoord dat deze te vinden zou zijn op een eiland genaamd Beemeenee. Wellicht werd hiermee deze bron bedoeld.

## SS Sapona
In 1926 liep het schip de SS Sapona tijdens een orkaan vast op de zeebodem. Het schip ligt er nog steeds. Het steekt gedeeltelijk boven het water uit. Tijdens de Tweede Wereldoorlog werd het wrak gebruikt om bombardementen op te oefenen. Het is nu een populaire plek voor snorkelaars en scubaduikers.

## Trivia
- De eindscène van de film The Silence of the Lambs werd opgenomen op het vliegveld van Bimini.
- Adam Clayton Powell, Jr., een lid van het Amerikaanse Huis van Afgevaardigden bracht de laatste twee jaar van zijn leven door op Bimini.
- De Bimini twist is een vissersknoop die naar de eilandengroep is genoemd.

- Gemeinsame Normdatei: 5013445-0
- Library of Congress Control Number: sh85014077
- Nationale Bibliotheek van Israël: 987007284620905171
- Virtual International Authority File: 128540131